# Knipolegus heterogyna
La viudita del Marañón (Knipolegus heterogyna), es una especie —o la subespecie Knipolegus aterrimus heterogyna, dependiendo de la clasificación considerada— de ave paseriforme de la  familia Tyrannidae perteneciente al género Knipolegus. Es endémica del norte de Perú.

## Distribución y hábitat
Se distribuye en el norte de Perú, en el valle del Marañón desde Cajamarca hacia el sur hasta Áncash.
Esta especie habita en los matorrales y bosques secos de montaña, en altitudes similares a K. aterrimus, principalmente entre 1500 y 3000 m.

## Sistemática

### Descripción original
La especie K. heterogyna fue descrita por primera vez por el ornitólogo alemán Hans von Berlepsch en 1907 bajo el nombre científico de subespecie Knipolegus aterrimus heterogyna; la localidad tipo es: «Cajabamba, Perú.»

### Etimología
El nombre genérico masculino «Knipolegus» se compone de las palabras del griego «knips, knipos» que significa ‘insecto’, y «legō» que significa ‘agarrar’, ‘capturar’; y el nombre de la especie «heterogyna», se compone de la palabras del griego «heteros» que significa ‘diferente’, y «gunē, gunaikos» que significa ‘esposa’, ‘mujer’; o sea «hembra diferente».

### Taxonomía
La presente especie es tratada tradicionalmente como una subespecie de la viudita aliblanca (Knipolegus aterrimus), pero las clasificaciones Aves del Mundo (HBW) y Birdlife International (BLI), la consideran una especie separada con base en diferencias morfológicas de la hembra y de vocalización. Sin embargo, esto no es todavía reconocido por otras clasificaciones.
Las principales diferencias apuntadas por HBW para justificar la separación de K. aterrimus son: en la hembra, la corona es más oscura, mejor definida, con un difuso collar blanco; la banda en la rabadilla de color beige-blanco y las cobertoras superiores de la cola blanquecinas y no rabadilla y cobertoras de la cola castaño pálido; las rectrices externas todas oscuras y no bordeadas de rufo; las narinas blancas y no rufo pálido; el canto es de tres notas y no de dos o una nota, de timbre más bajo. Es monotípica.